# Sestrunj
Sestrunj (en italien : Sestrugno) est une île de Croatie située dans la mer Adriatique. Elle est située dans l'archipel de Zadar, entre les îles de Ugljan, Rivanj et Dugi Otok. Sa superficie est de 11,1 km2 et sa population de 45 habitants (2011). Le village éponyme est situé à l'intérieur de l'île, il fait partie de la municipalité de Preko (Comitat de Zadar).
L'île est partiellement recouverte de maquis et de forêts basses. Des fortifications d'Illyrie sont situées sur l'île. Les principales industries sont l'agriculture et la pêche.